# Abiòtic

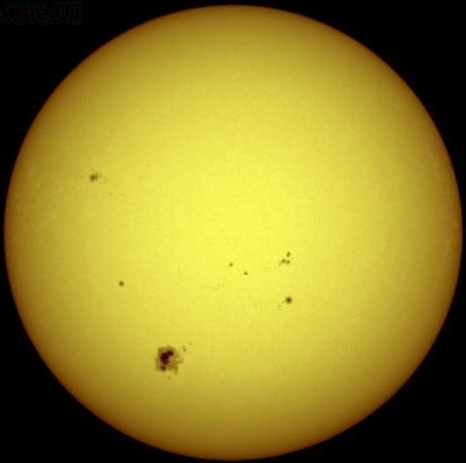
El Sol com a font d'energia de les formes de vida de la Terra.

En l'àmbit de la biologia i l'ecologia, el terme abiòtic designa allò que no és biòtic, és a dir, que no forma part o no és producte dels éssers vius.
A la descripció dels ecosistemes es diferencien els factors abiòtics, dels factors biòtics, que tenen l'origen als éssers vius. De la mateixa manera, a la descripció s'hauria de diferenciar als components abiòtics, que en el seu conjunt configurarien el biòtop, dels components biòtics, que en el seu conjunt formen la biocenosi. De manera anàloga es parla d'evolució abiòtica (prebiòtica) per a referir-se a les fases de l'evolució físico-química anterior a l'aparició dels éssers vius.
Entre els factors abiòtics més rellevants hi ha els següents elements:
- Aigua.
- Aire.
- Clima.
- Llum
- Relleu.
- Sol.
- Sòl.